# Maria Teresa de Portugal (arxiduquessa d'Àustria)
Maria Teresa de Portugal, arxiduquessa d'Àustria (Kleinheubach 1855 - Viena 1944). Infanta de Portugal amb el tractament d'altesa reial que esdevingué per matrimoni arxiduquessa d'Àustria.

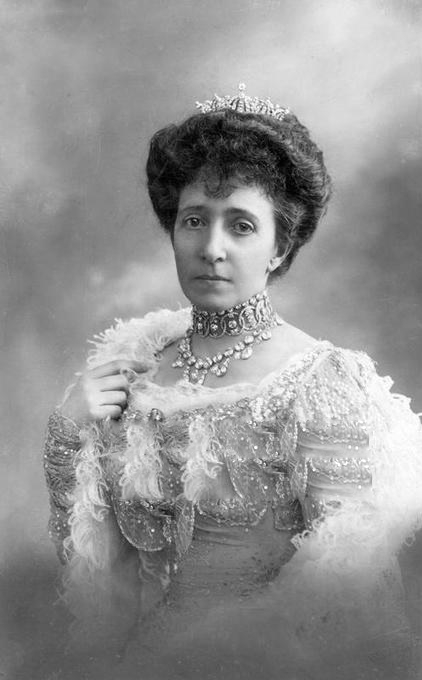
Maria Teresa llueix el collar de Maria Lluïsa d'Àustria, esposa de Napoleó. És el tercer collar.

Nascuda a Kleinheubach el dia 24 d'agost de 1855, essent filla del rei Miquel I de Portugal, a l'exili des de 1834, i de la princesa Adelaida de Lowënstein-Wertheim-Rosenberg. La infanta era neta del rei Joan VI de Portugal i de la infanta Carlota Joaquima d'Espanya.
El 23 de juliol de l'any 1873 es casà a Kleinheubach amb l'arxiduc Carles Lluís d'Àustria, germà de l'emperador Francesc Josep I d'Àustria, i fill de l'arxiduc Francesc Carles d'Àustria i de la princesa Sofia de Baviera. La diferència d'edat, 22 anys, va ser un gran impediment en el matrimoni, així com el fet de ser la tercera muller. Carles Lluís ja havia estat casat dos altres cops, dels quals havia enviudat. Maria Teresa es convertí en madrastra dels quatre fills primerencs, els quals, al ser tan petits, la consideraren la seva mare. Carles Lluís la maltractava i la deixava en ridícul, i això no va ser impediment que ella aguantés la situació estoicament. A favor seu, va ser que aviat es va quedar vídua.
La parella tingué dues filles:
- SAIR l'arxiduquessa Maria de l'Anunciació d'Àustria, nascuda a Reichenau el 1876 i morta l'any 1961 a Vaduz.

- SAIR l'arxiduquessa Elisabet de Baviera, nada a Reichenau el 1878 i morta a Vaduz el 1960. Es casà amb el príncep Alois de Liechtenstein, i desdecendeix l'actual branca principesca de Liechtenstein.

Amb la mort del Princep Rodolf, Tragèdia de Mayerling, l'emperdriu Elisabet "Sissi" es va anar allunyant encara més de la Cort, i Maria Teresa va anar ocupant el seu lloc com a Primera Dama de l'Imperi, ja que era cunyada de l'Emperador. El fet que els germans de Francesc Josep morissin, tant el marit d'ella com Maximilià de Mèxic, i el tercer germà fos homosexual i estigués apartat de la cort, Lluís Víctor, per les seves tendències i el transvestisme que apuntava, varen fer que Maria Teresa tingués gran influència a la Cort, sobretot a sobre de Francesc Josep. Com a madrastra dels futurs hereus, els fills del seu marit amb la segona muller, va adoptar posicions de força vers el matrimoni de Francesc Ferran i Sofia Chotek, a favor, així com el matrimoni de la seva neboda Zita amb Carles, el darrer emperador, netastre d'ella, també a favor.
Maria Teresa morí el 12 de febrer de l'any 1944 a Viena als pocs mesos que la ciutat fos ocupada per les tropes d'alliberament soviètiques.